# Xoc inelàstic

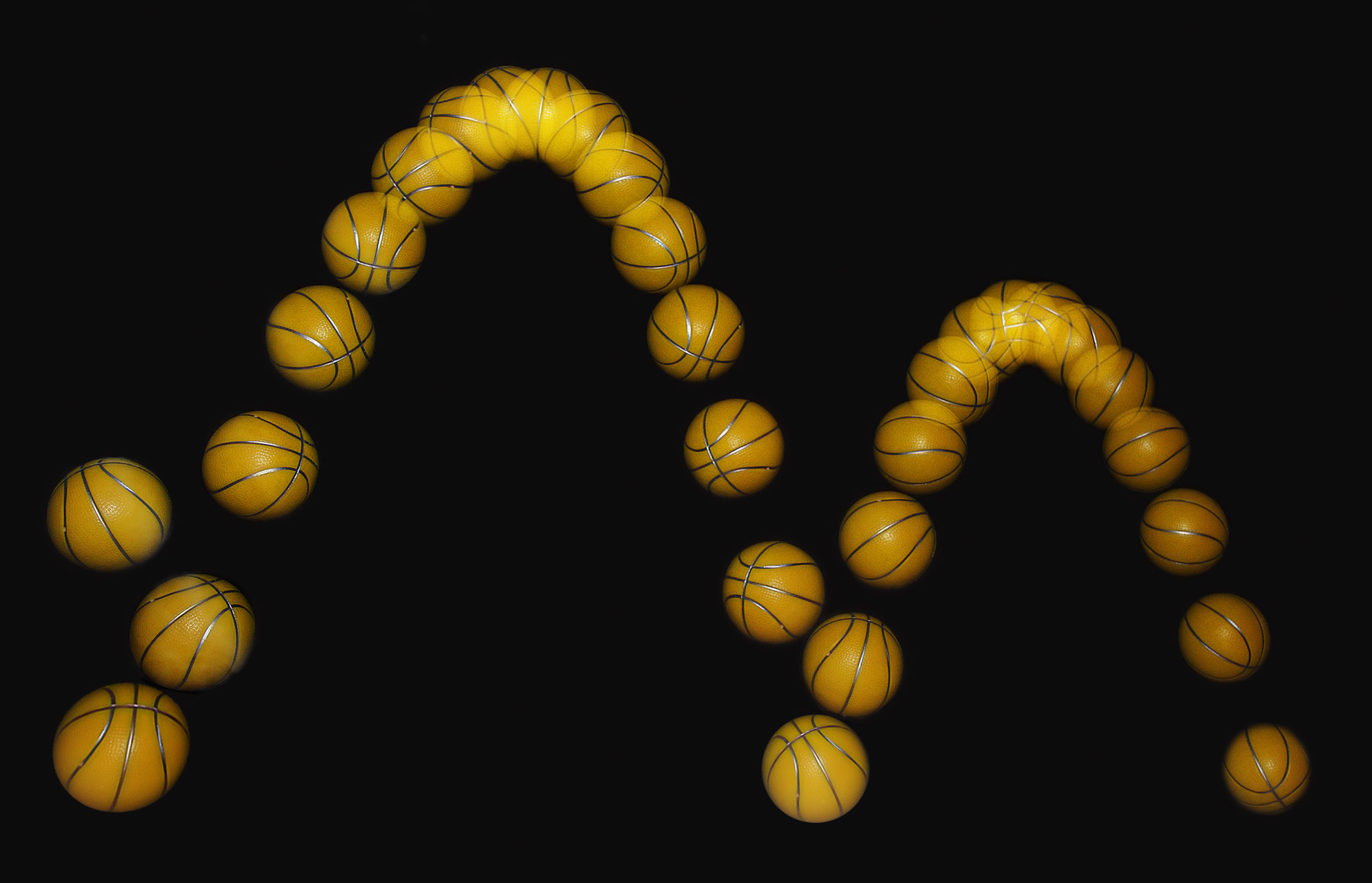
Fotografia d'alta exposició d'una pilota que rebota presa amb una llum estroboscòpica a 25 imatges per segon. El fet que l'altura assolida en els rebots sigui cada cop menor es deu principalment al fet que el xoc entre la pilota i el terra és inelàstic.

En física, es denomina xoc inelàstic (o col·lisió inelàstica) aquell tipus de xoc en què l'energia cinètica no es conserva. A conseqüència d'això, els cossos que col·lideixen poden sofrir deformacions i augments de la seva temperatura. En el cas ideal d'un xoc perfectament inelàstic entre objectes macroscòpics, aquests romanen units entre si després de la col·lisió. El marc de referència del centre de masses permet presentar una definició més precisa.
La característica principal d'aquest tipus de xoc és que existeix una dissipació d'energia, ja que tant el treball realitzat durant la deformació dels cossos com l'augment de la seva energia interna s'obté a costa de la seva energia cinètica d'abans del xoc. En qualsevol cas, encara que no es conservi l'energia cinètica, sí que es conserva el moviment lineal total del sistema.
En aquesta pàgina es descriuen els xocs frontals de dues partícules en el Sistema de Referència del Laboratori (Sistema-L) i en el Sistema de Referència del Centre de Massa (Sistema-C).
Com a cas particular, es comprova la conservació del moment lineal en l'explosió d'un cos, que dona lloc a dos fragments que es mouen en la mateixa direcció però en sentit contrari.

## Xocs frontals inelàstics en una dimensió
És el cas de dues partícules que col·lideixen i després se separen seguint la mateixa direcció però amb sentits oposats.
Descripció des del Sistema de Referència del Laboratori (Inercial)
La conservació del moment lineal:
On u = velocitat inicial (abans del xoc) i v = velocitat després del xoc. Aleshores:
{\displaystyle m_{1}u_{1}+m_{2}u_{2}=m_{1}v_{1}+m_{2}v_{2}}
De la definició del coeficient de restitució {\displaystyle e}
{\displaystyle -e(u_{1}-u_{2})=v_{1}-v_{2}}
Aïllant les velocitats després del xoc {\displaystyle v_{1}} i {\displaystyle v_{2}}
{\displaystyle v_{1}={\frac {(m_{1}-m_{2}e)u_{1}+m_{2}(1+e)u_{2}}{m_{1}+m_{2}}}}
{\displaystyle v_{2}={\frac {(m_{2}-m_{1}e)u_{2}+m_{1}(1+e)u_{1}}{m_{1}+m_{2}}}}
Si el xoc és perfectament inelàstic (després del xoc els cossos queden completament ajuntats; per tant, formant un sol bloc), el coeficient e = 0, llavors:
{\displaystyle v_{1}={\frac {(m_{1})u_{1}+m_{2}u_{2}}{m_{1}+m_{2}}}}
{\displaystyle v_{2}={\frac {(m_{2})u_{2}+m_{1}u_{1}}{m_{1}+m_{2}}}}
D'on s'observa que les dues velocitats es converteixen en una de sola, com era d'esperar, ja que la velocitat final després del xoc és la velocitat del conjunt dels dos cossos que queden units.
Tenint en compte que la velocitat del centre de masses és
{\displaystyle v_{(}cm)={\frac {m_{1}u_{1}+m_{2}u_{2}}{m_{1}+m_{2}}}}
Podem escriure les expressions de la velocitat de les partícules després del xoc v1 i v2 de manera més simplificada i fàcil de recordar:
{\displaystyle v_{1}=(1+e)V(cm)-eu_{1}}
{\displaystyle v_{2}=(1+e)V(cm)-eu_{2}}
Si la segona partícula està en repòs abans del xoc, {\displaystyle u_{2}=0}, les velocitats després del xoc {\displaystyle v_{1}} i {\displaystyle v_{2}} seran:
{\displaystyle v_{1}={\frac {(m_{1}-m_{2}e)u_{1}}{m_{1}+m_{2}}}}
{\displaystyle v_{2}={\frac {m_{1}u_{1}+m_{2}e}{m_{1}+m_{2}}}}
Descripció des d'un Sistema de Referència fix al Centre de Massa
Velocitat de les partícules respecte del Sistema-C abans del xoc:
{\displaystyle u_{1}(cm)=u_{1}-V_{(}cm)={\frac {(u_{1}-u_{2})m_{2}}{m_{1}+m_{2}}}}
{\displaystyle u_{2}(cm)=u_{2}-V_{(}cm)={\frac {-(u_{1}-u_{2})m_{1}}{m_{1}+m_{2}}}}
Velocitat de les partícules respecte del Sistema-C després del xoc
{\displaystyle v_{1}(cm)=v_{1}-V_{(}cm)={\frac {-(u_{1}-u_{2})m_{2}e}{m_{1}+m_{2}}}}
{\displaystyle v_{2}(cm)=v_{2}-V_{(}cm)={\frac {(u_{1}-u_{2})m_{1}e}{m_{1}+m_{2}}}}
{\displaystyle v_{1}(cm)=-eu_{1}(cm)}
{\displaystyle v_{2}(cm)=-eu_{2}(cm)}
La velocitat d'ambdós objectes després del xoc en el Sistema-C es redueixen a un factor {\displaystyle e}.
Comprovem també que es compleix el principi de conservació del moment lineal en el Sistema-C
{\displaystyle m_{1}u_{1}(cm)+m_{2}u_{2}(cm)=0}
{\displaystyle m_{1}v_{1}(cm)+m_{2}v_{2}(cm)=0}

## Xoc perfectament inelàstic
D'un xoc es diu que és "perfectament inelàstic" (o "totalment inelàstic") quan dissipa tota l'energia cinètica disponible, és a dir, quan el coeficient de restitució {\displaystyle \epsilon } és zero. En aquest cas, els cossos romanen units després del xoc, movent-se a la mateixa velocitat.
L'energia cinètica disponible correspon a la que posseeixen els cossos respecte al sistema de referència del seu centre de masses. Abans de la col·lisió, la major part d'aquesta energia correspon a l'objecte de menor massa. Després de la col·lisió, els objectes romanen en repòs respecte al centre de masses del sistema de partícules. La disminució d'energia es correspon a un augment en altres formes d'energia, de tal manera que el primer principi de la termodinàmica es compleix en tots els casos.

### Xoc perfectament inelàstic (plàstic) en una dimensió

Animació d'un xoc perfectament inelàstic entre dues masses iguals

En una dimensió, si anomenem {\displaystyle u_{1}} i {\displaystyle u_{2}} les velocitats inicials de les partícules de masses {\displaystyle m_{1}} i {\displaystyle m_{2}}, respectivament, llavors per la conservació del moment lineal tenim:
{\displaystyle m_{1}u_{1}+m_{2}u_{2}=\left(m_{1}+m_{2}\right)v_{f}\,}
i per tant la velocitat final {\displaystyle v_{f}} del conjunt és:
{\displaystyle v_{f}={\frac {m_{1}u_{1}+m_{2}u_{2}}{m_{1}+m_{2}}}}
Pel cas general d'una col·lisió perfectament inelàstica en dues o tres dimensions, la fórmula anterior segueix essent vàlida per cada una de les components del vector velocitat.

### Xocs frontals inelàstics en una dimensió-Energia perduda en el xoc [Cas general]
L'energia perduda en la col·lisió Q la podem trobar com la diferència de les energies cinètiques després del xoc i abans del xoc en el Sistema-L.
{\displaystyle Q={\begin{matrix}{\frac {1}{2}}\end{matrix}}(m_{1}v_{1}^{2}+m_{2}v_{2}^{2}-m_{1}u_{1}^{2}-m_{2}u_{2}^{2})}
Però és molt més fàcil calcular aquesta diferència en el Sistema-C.
{\displaystyle Q={\begin{matrix}{\frac {1}{2}}\end{matrix}}(-(1-e^{2})(u_{1}-u_{2})^{2}m_{1}m_{2}/(m_{1}+m_{2}))}

### Raó de l'energia cinètica després del xoc a l'energia cinètica abans del xoc [Cas: xoc totalment inelàstic]
{\displaystyle Ekf/Eki={\begin{matrix}\end{matrix}}{\frac {(1/2)(m_{1}+m_{2})((m_{1}/(m_{1}+m_{2}))u_{1})^{2}}{(1/2)(m_{1})(u_{1}^{2})}}}
{\displaystyle Ekf/Eki={\begin{matrix}\end{matrix}}{\frac {m_{1}}{(m_{1}+m_{2})}}}

### Fracció de l'energia cinètica perduda
{\displaystyle {\frac {(Eki-Ekf)}{Eki}}={\begin{matrix}\end{matrix}}{\frac {m_{2}}{(m_{1}+m_{2})}}}
Exemple: Cas de dues partícules que xoquen en línia recta i després se separen seguint la mateixa direcció però amb sentits oposats.
Primera partícula: m1=1, u1=2
Segona partícula: m2=2, u2=0
Coeficient de restitució: e=0.9 (xoc no totalment inelástic)
Principi de conservació del moment lineal:
1·2+2·0=1·v1+2·v2
Definició de coeficient de restitució
-0.9(2-0)=v1-v2
Resolent el sistema de dues equacions amb dues incògnites obtenim:
v1=-0.53, v2=1.27 m/s
Energia perduda en la col·lisió (Sistema-L)
{\displaystyle Q={\begin{matrix}{\frac {1}{2}}\end{matrix}}(1(0,53)^{2}+2(1,27)^{2}-1.2^{2})} = -0,253 J
Calculada mitjançant la fórmula (Sistema-C)
{\displaystyle Q={\begin{matrix}{\frac {1}{2}}\end{matrix}}(-(1-0,9^{2})(2-0)^{2}(1).(2)/(1+2))} = -0,253 J

### Deduccions amb base en les expressions anteriors per les de xocs frontals elàstics en una dimensió
Podem obtenir de forma alternativa les velocitats v1 i v2 després del xoc per un xoc elàstic utilitzant la conservació del moment lineal i de l'energia cinètica.
Principi de conservació del moment lineal:
m1u1+m2u2=m1v1+m2v2
En un xoc elàstic, l'energia cinètica inicial és igual a la final, Q=0.
{\displaystyle {\begin{matrix}{\frac {1}{2}}\end{matrix}}(m_{1}v_{1}^{2}+m_{2}v_{2}^{2}=m_{1}u_{1}^{2}-m_{2}u_{2}^{2})}
Donats u1 i u2, les velocitats de les partícules m1 i m2 abans del xoc, podem calcular les velocitats de les partícules v1 i v2 després del xoc resolent el sistema de dues equacions amb dues incògnites.
Les velocitats de les partícules després del xoc v1 i v2 seran:
{\displaystyle v_{1}={\frac {(m_{1}-m_{2})u_{1}+2m_{2}.u_{2}}{m_{1}+m_{2}}}}
{\displaystyle v_{2}={\frac {(m_{2}-m_{1})u_{2}+2m_{1}.u_{1}}{m_{1}+m_{2}}}}
Són les mateixes equacions que hem obtingut prèviament amb el coeficient de restitució e=1.
Tenint en compte la fórmula que dona la velocitat del centre de masses podem escriure les expressions de les velocitats de les partícules després del xoc, v1 i v2, de manera més simplificada i fàcil de recordar.
v1=2V(cm)-u1
v2=2V(cm)-u2